# Lewis Holtby
Lewis Holtby (ur. 18 września 1990 w Erkelenz) – niemiecki piłkarz pochodzenia angielskiego występujący na pozycji ofensywnego pomocnika w Holstein Kiel. 17 października 2010 zadebiutował w reprezentacji Niemiec w zremisowanym 0:0 towarzyskim spotkaniu ze Szwecją. W czasie zimowego okienka transferowego 2013, Lewis przeszedł z Schalke 04 do Tottenham Hotspur za kwotę ok. dwóch milionów Euro.

## Kariera klubowa

### Początki kariery
Holtby swoją karierę rozpoczął w wieku czterech lat w klubie Sparta Gerderath. Gdy miał 11 lat przeniósł się do Borussii Mönchengladbach. 3 lata później ze względu na słabą motorykę i siłę fizyczną został wydalony przez Borussię. Później zdecydował się dołączyć do Alemannii Aachen.

### Alemannia Aachen
Do seniorskiego zespołu Alemannii Holtby wszedł w sezonie 2007/2008. W tym klubie zadebiutował w rozgrywkach 2. Bundesligi w sezonie 2007/2008 w meczu przeciwko FC St. Pauli. Mecz zakończył się wynikiem 2:2, a Holtby wszedł na boisko w 80. minucie. W tym sezonie wystąpił jeszcze w jednym, przegranym 1:3 meczu ostatniej kolejki przeciwko TuS Koblenz.
Pierwszą bramkę dla Alemannii strzelił 5 grudnia 2008 roku w rozgrywkach 2. Bundesligi w meczu przeciwko TSV 1860 Monachium, a mecz zakończył się wygraną gospodarzy 2:0. 15 lutego 2009 roku także w rozgrywkach 2. Bundesligi w wygranym 6:2 meczu z 1. FC Nürnberg strzelił dwie bramki.

### Schalke 04

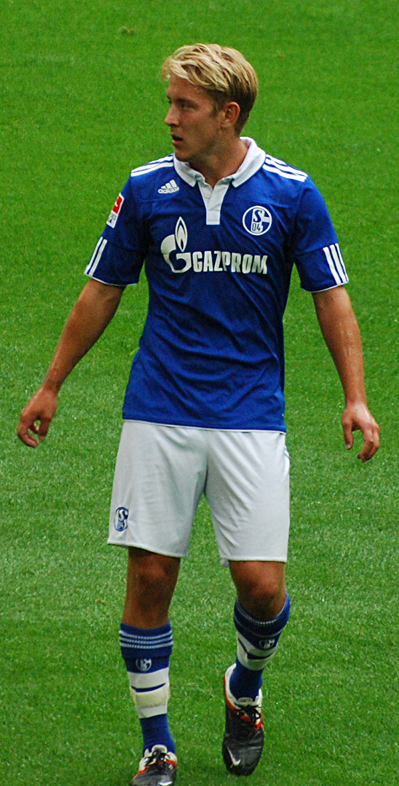
Holtby w barwach Schalke

Holtby w 2009 roku odszedł z Alemannii i podpisał czteroletni kontrakt z Schalke 04. W tym klubie zadebiutował 8 sierpnia 2009 roku w meczu ligowym z 1. FC Nürnberg. Schalke ten mecz wygrało 2:1, a Holtby wszedł na boisko w 46. minucie. W styczniu 2010 roku został wypożyczony do VfL Bochum, aby nabrał doświadczenia. W maju tego samego roku powrócił z wypożyczenia. Jednak znów został wypożyczony, tym razem do 1. FSV Mainz 05. Holtby wrócił do Schalke pod koniec czerwca 2011 roku. Pierwszego gola w Bundeslidze w barwach Schalke strzelił 13 sierpnia 2011 roku w wygranym 5:1 meczu z 1. FC Köln. Na początku 2013 roku ogłoszono, że Holtby od stycznia 2013 roku zostanie zawodnikiem Tottenhamu Hotspur.

### Tottenham Hotspur
28 stycznia 2013 roku Holtby podpisał z Tottenhamem 4,5 letni kontrakt. Holtby przeszedł do londyńskiego klubu za jedyne 2 miliony euro. W barwach klubu z Londynu zadebiutował 30 stycznia 2013 roku w zremisowanym 1:1 meczu ligowym z Norwich City. Holtby w tym meczu wszedł na boisko w 71. minucie.

### Hamburger SV
1 września 2014 roku został do końca sezonu 2014/15 wypożyczony do Hamburgera SV.

## Kariera reprezentacyjna
Holtby występował w czterech reprezentacjach młodzieżowych Niemiec. Były to reprezentacje U-18, U-19, U-20 i U-21. Najwięcej występów zanotował w drużynie do lat 21. W 19 meczach owej drużyny strzelił 11 goli.
17 listopada 2010 roku zadebiutował w reprezentacji Niemiec przeciwko reprezentacji Szwecji. Mecz zakończył się wynikiem 0:0, a Holtby został zmieniony w 78. minucie przez André Schürrle.

## Statystyki kariery
stan na 16 grudnia 2017 r.
| Sezon       | Klub              | Kraj   | Rozgrywki      | Mecze | Bramki |
| ----------- | ----------------- | ------ | -------------- | ----- | ------ |
| 2007/08     | Alemannia Aachen  | Niemcy | Bundesliga     | 2     | 0      |
| 2008/09     | Alemannia Aachen  | Niemcy | Bundesliga     | 31    | 8      |
| 2009/10     | FC Schalke 04     | Niemcy | Bundesliga     | 9     | 0      |
| 2009/10 (w) | VfL Bochum        | Niemcy | Bundesliga     | 14    | 2      |
| 2010/11     | FSV Mainz         | Niemcy | Bundesliga     | 30    | 4      |
| 2011/12     | FC Schalke 04     | Niemcy | Bundesliga     | 27    | 6      |
| 2012/13 (j) | FC Schalke 04     | Niemcy | Bundesliga     | 19    | 4      |
| 2012/13 (w) | Tottenham Hotspur | Anglia | Premier League | 11    | 0      |
| 2013/14     | Tottenham Hotspur | Anglia | Premier League | 13    | 1      |
| 2013/14     | Fulham            | Anglia | Premier League | 13    | 1      |
| 2014/15     | Tottenham Hotspur | Anglia | Premier League | 1     | 0      |
| 2014/15     | Hamburger SV      | Niemcy | Bundesliga     | 24    | 0      |
| 2015/16     | Hamburger SV      | Niemcy | Bundesliga     | 34    | 3      |
| 2016/17     | Hamburger SV      | Niemcy | Bundesliga     | 29    | 1      |
| 2017/18     | Hamburger SV      | Niemcy | Bundesliga     | 7     | 1      |